# Hrubý Jeseník
Le Hrubý Jeseník (en allemand : Altvatergebirge ou Hohes Gesenke ; en polonais : Wysoki Jesionik) est un massif de moyennes montagnes qui couvre le Nord de la Moravie et la Silésie tchèque, dans les régions d'Olomouc et de Moravie-Silésie au Nord-Est de la Tchéquie. Il fait partie des montagnes des Sudètes orientales. La ville de Jeseník, qui se trouve en son centre, lui a donné son nom.

## Géographie

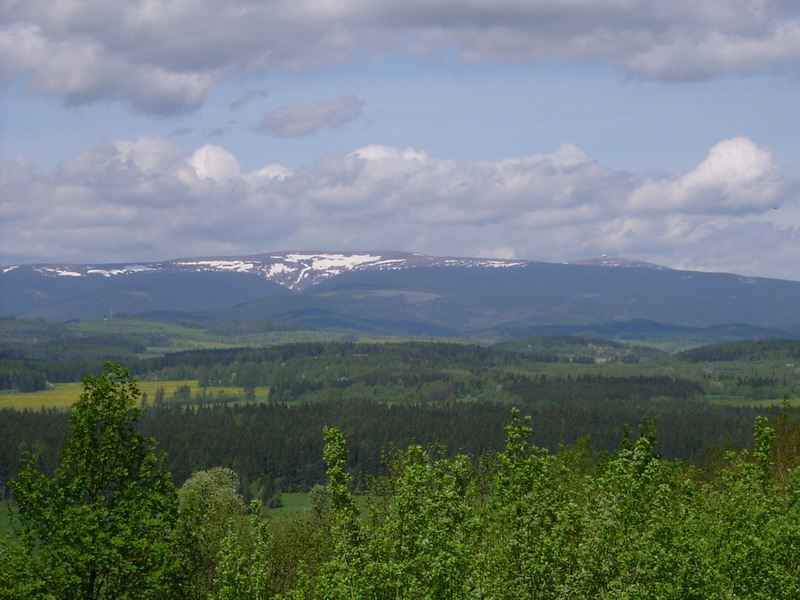
Vue du Hrubý Jeseník.

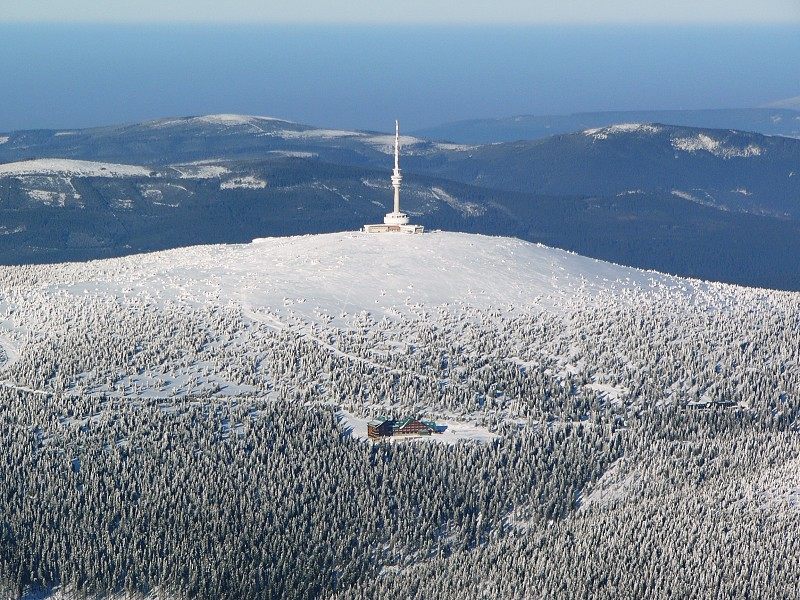
Relais de télévision au sommet du mont Praděd.

Le point culminant du Hrubý Jeseník est le mont Praděd (en allemand : Altvater, « vieux père ») qui culmine à 1 491 mètres d'altitude et constitue le cinquième sommet le plus élevé de Tchéquie. C'est la deuxième plus haute chaîne du vaste massif de Bohême après les monts des Géants (1 603 m). Ce massif fait partie de la chaîne hercynienne située au centre de l'Europe. Sa géologie est composée essentiellement de roches cristallines, principalement du granite et du gneiss.
Les montagnes de Hrubý Jeseník font partie de la principale ligne de partage européenne donnant naissance aux bassins fluviaux de l'Oder vers la mer Baltique et celui de la Morava vers le Danube et la mer Noire. La zone comprend les stations thermales de Karlova Studánka, Lipová-lázně et Velké Losiny.

## Population
Pendant longtemps, ces zones de montagne inaccessibles furent à peine habitées. Une colonisation plus étendue de la région eut lieu au Moyen Âge par des colons venant de la Silésie au nord. Cette population germanophone constituait de loin la majeure partie de la population jusqu'à la fin des années 1940. Quelques autres groupes de langues différentes s'installèrent dans la région, mais la grande majorité des familles était de langue allemande ou tchèque dans le contexte des migrations internes au sein de la monarchie de Habsbourg, et plus tard de la République tchécoslovaque.
La population germanophone fut expulsée après la Seconde Guerre mondiale, principalement vers l'Allemagne de l'Ouest et la RDA, dans une moindre mesure, vers l'Autriche. Le gouvernement tchèque a essayé de combler cette perte de population en attirant des Tchèques recrutés dans les parties centrales du pays, des rapatriés tchèques, des Slovaques, des Roms et également des réfugiés de la guerre civile grecque. Malgré ces efforts, l'ancienne densité de population n'a pas été retrouvée.